# Йердехов
Стадион «Йердехов» (швед. Gärdehov) — спортивное сооружение в Сундсвалле, Швеция. Сооружение предназначено для проведения матчей по  хоккею с мячом. Арену для домашних игр использует команда по хоккею с мячом — Селонгер. Трибуны спортивного комплекса вмещают более 100 мест зрителей.
Открыта арена в 1973 году.

## Информация
Адрес: Сундсвалль, Johannedalsvägen (Sundsvall)